# Devdas (film 2002)
Devdas (Hindi: देवदास, Urdu: دیوداس) è un film di Bollywood del 2002, diretto da Sanjay Leela Bhansali, con Shah Rukh Khan nella parte del protagonista e Aishwarya Rai in quella di Paro.
Si tratta della più moderna e conosciuta versione del romanzo di Sarat Chandra Chattopadhyay; è la terza versione che si fa nella più importante cinematografia dell'India, dopo quella del 1936 e del 1955 ed è la prima a colori.
Nei titoli di testa si legge che il film è un tributo al genio di P. C. Barua, Sarat Chandra Chattopadhyay e Bimal Roy.
Il film è dedicato a Navin Bhansali, padre del regista.
È stato presentato fuori concorso al 55º Festival di Cannes.

## Trama
Kaushalya riceve una lettera dal figlio Devdas che la informa che sta per ritornare a casa, dopo dieci anni passati a Londra per diventare avvocato. Sumitra, la sua vicina di casa, arriva lì e viene informata del fatto: la donna ringrazia il cielo dell'avvenimento e ricorda a Kaushalya di quando Devdas giocava con sua figlia, Paro. Quando Devdas era partito, Paro voleva andare con lui, anche perché gli doveva tre rupie e gli manca così tanto che da allora ha acceso una candela che ha il potere di non spegnersi mai. La mattina dopo arriva Devdas e la madre, desiderosa di essere la prima a vedere il figlio, fa chiudere gli occhi a tutti, portando con sé la candela di benvenuto; ma quando arriva il facchino, la avverte che Devdas è andato a salutare prima Paro. Kaushalya non crede ai suoi occhi e così va via; la nuora, Kumud, con aria soddisfatta, spegne la candela di benvenuto.
Devdas va poi dalla madre; quest'ultima all'inizio non lo vuole vedere, ma poi l'istinto materno e la bravura da parte del figlio, li fanno riappacificare. Devdas chiede di suo padre, Narayan, ma la madre gli dice che è fuori e che è stato nominato cavaliere dal Governo britannico. Una sera l'anziana nonna di Devdas dà dei regali a Kumud che è incinta e che presto le darà un pronipote. Kumud si innamora follemente di un bracciale, ma quando lo tira fuori dal mucchio di gioielli, la nonna le dice che quello sarà per la moglie di Devdas e non per lei. Su tutte le furie, Kumud se ne va in lacrime e con lei anche Kaushalya che la va a consolare. Devdas a quel punto, su invito della nonna, le dice chi vorrebbe come sposa e gliela mostra col binocolo: si tratta di Paro, che sta spiando anch'essa dal palazzo di fronte. Sumitra è talmente convinta che sua figlia si sposerà con Devdas che cade nel tranello, tesole da Kaushalya, su suggerimento di Kumud.
Accetta di danzare per loro, sicura che alla fine del ballo potrà parlare del matrimonio della figlia, ma Kaushalya, per tutta risposta, le ricorda le sue origini umili e la umilia in pubblico. Sumitra, arrabbiata, giura che Paro si sposerà con uno anche più ricco di loro e, infatti, di lì a poco organizza il matrimonio tra sua figlia e un ricco vedovo con già tre figli a carico, Bhuvan Chaudhry. Devdas litiga aspramente con il padre e decide di andarsene da casa, raggiungendo un bordello. Decide anche di scrivere una lettera a Paro in cui le dice che tra loro non c'è mai stato amore. Nel bordello conosce una cortigiana, di nome Chandramukhi, che si innamora di lui; capito l'errore, decide di ritornare da Paro, ma ormai è troppo tardi. Deluso, torna al bordello e inizia ad ubriacarsi. Chandramukhi, che tiene molto a lui, cerca di dissuaderlo e addirittura contatta Paro affinché lei faccia lo stesso: basta infatti poco alcool preso da Devdas, perché muoia.
Ogni tentativo però sembra inutile, anche se Devdas promette alla sua vecchia fiamma di rivederla almeno una volta prima di morire. L'amicizia tra Paro e Chandramukhi, intanto, si è rafforzata, tanto che la prima decide di invitarla ad una festa tenuta dal ricco marito, nascondendo chi è veramente e presentandola come un'amica di Calcutta. Uno dei clienti del bordello però la riconosce e la umilia davanti a tutti, dicendo che è una prostituta. Devdas, intanto, ammette il suo amore nei confronti di Chandramukhi, ma la invita ad accettare la sua partenza: vuole, infatti, girare l'India e si porta con sé il fedele Dharamdas.
Sul treno incontra Chunnibabu che, inconsapevole dei gravi problemi di salute di Devdas, gli offre un bicchiere di vino. Lui, dopo una breve riluttanza, accetta e beve e subito comincia a sentirsi male. Quasi in fin di vita, si ricorda della promessa fatta a Paro e così decide di andarla a trovare, ma cade proprio davanti al cancello della residenza dove abita il suo vecchio amore. Paro, da dentro casa, sente parlare di un ragazzo giunto fin lì e, quando chiede l'identità al suo figliastro, questi gli risponde che è Devdas Mukherjee. Commossa, inizia a correre verso il cancello, ma il marito si accorge di tutto e fa chiudere i cancelli. Devdas riesce soltanto a vedere un'immagine sfocata di Paro che corre verso di lui e poi muore. Nello stesso istante la candela che era stata sempre accesa si spegne.

## Lancio
Il cast è elencato di seguito:
- Shah Rukh Khan nel ruolo di Devdas Mukherjee
- Aishwarya Rai nel ruolo di Parvati "Paro"
- Madhuri Dixit nel ruolo di Chandramukhi
- Jackie Shroff nel ruolo di Chunnilal
- Kirron Kher nel ruolo di Sumitra Chakraborty
- Smita Jaykar nel ruolo di Kaushalya Mukherjee
- Manoj Joshi nel ruolo di Dwijdas Mukherjee
- Ananya Khare nel ruolo di Kumud Mukherjee
- Milind Gunaji come Kalibabu
- Dina Pathak nel ruolo della madre di Bhuvan
- Vijayendra Ghatge nel ruolo di Bhuvan Choudhry
- Tiku Talsania nel ruolo di Dharamda
- Jaya Bhattacharya nel ruolo di Manorama
- Sunil Rege nel ruolo di Neelkanth Chakraborty
- Vijay Crishna nel ruolo del signor Narayan Mukherjee
- Amardeep Jha nei panni della madre di Kalibabu
- Apara Mehta nel ruolo di Badi Aapa
- Muni Jha come Kakà
- Radhika Singh nel ruolo di Yashomati
- Disha Vakani nel ruolo di Sakhi

## Uscite internazionali
- Uscita in  Francia: 23 maggio 2002 (Festival di Cannes)
- Uscita nel  Regno Unito: 11 luglio 2002
- Uscita in  India: 12 luglio 2002
- Uscita in  Canada: 12 luglio 2002
- Uscita in  Sudafrica: 12 luglio 2002
- Uscita in Spagna : 13 ottobre 2002
- Uscita negli  USA: 12 gennaio 2003
- Uscita in  Francia: 2 aprile 2003
- Uscita nella  Svizzera tedesca: 21 agosto 2003
- Uscita nella  Svizzera italiana: 17 ottobre 2003

## Musiche
Nel film sono presenti nove canzoni, di seguito indicate nell'ordine in cui compaiono:
- Silsila Ye Chaahat Ka
- Woh Chand Jaisi Ladki
- Bairi Piya
- Morey Piya
- Kaahe Chhed Mohe
- Hamesha Tumko Chaha
- Maar Dala
- Dola Re Dola
- Chalak Chalak

I Playback singer sono Kavita Krishnamurthy per Chandramukhi, Udit Narayan per Devdas, Shreya Ghoshal per Parvati.
Quasi tutte le canzoni, data la storia in cui sono inserite, hanno un elevato grado di romanticismo.
La prima è cantata da Paro, poco prima che arrivi Devdas e riguarda l'amore rappresentato dal fuoco della candela che non si spegne mai.
Woh Chand Jaisi Ladki è molto breve e vede come protagonisti i due attori principali, con Shah Rukh Khan che si avvicina alla sua amata senza svegliarla.
La terza canzone è una delle più romantiche e viene cantata da Devdas e Paro, mentre lui cerca di metterle al polso il bracciale datogli dalla nonna.
Morey Piya è, invece, una canzone che si muove su due fronti diversi: da una parte le solite scene d'amore tra i due protagonisti, che culminano con l'adorazione e il bacio del piede di Aishwarya Rai da parte di Shah Rukh Khan, dall'altra con la danza fatta da Sumitra nel palazzo dei Mukherjee, prima dell'umiliazione fattale dalla madre di Devdas.
La quinta canzone è corale e viene cantata subito dopo l'arrivo al bordello.
Hamesha Tumko Chaha cade in uno dei momenti più difficili del film, quando Devdas ferisce Paro.
La settima riguarda la scommessa dell'ormai follemente innamorata Chandramuki riguardo all'arrivo o meno da parte del protagonista.
Dola Re Dola, invece, è una canzone corale con Aishwarya Rai che trascina con sé un folto stuolo di ragazze, in primis Madhuri Dixit.
L'ultima canzone, Chalak Chalak, viene cantata nel momento in cui Shah Rukh Khan è completamente ubriaco insieme ai suoi amici di bettola e rappresenta una sorta di inno all'alcolismo; nella seconda parte della canzone ricompare l'ormai sconsolata Chandramuki.

## Collegamenti con altre pellicole
Il film, essendo l'ennesima versione del racconto di Sarat Chandra Chattopadhyay, ricalca la storia e le ambientazioni delle pellicole precedenti, in particolare le più famose, quelle dirette da P. C. Barua e Bimal Roy.
La storia della cortigiana innamorata omaggia anche un'altra pellicola di Bollywood, Pakeezah, del 1972.
Alcune scene vengono citate nel documentario Bollywood for Beginners del 2002.